# Arlon
Arlon (nld. Aarlen, niem. i lb. Arel, wa. Årlon) – miasto w Belgii, w Regionie Walońskim, siedziba administracyjna prowincji Luksemburg oraz okręgu Arlon. 1 stycznia 2024 roku liczyło 31 310 mieszkańców. Pod względem liczby mieszkańców jest największym miastem w prowincji.

## Historia

### Czasy romańskie i średniowieczne
Przed podbojem Galii przez Rzymian teren obecnego miasta Arlon i tereny położone na południowy wschód od niego były zamieszkane przez celtycko-germańskie plemię Trewerów. Mieszkańcy łatwo przystosowali się do stylu życia Rzymian. Duża liczba odnalezionych w okolicy kamiennych rzeźb i monumentów świadczy o tym, że osada Orolaunum szybko stała się centrum handlowym i administracyjnym. Pomimo murów obronnych germańska inwazja w III wieku zniszczyła większość osady.
Przez większość średniowiecza takie budynki jak termy były ciągle w użyciu. W roku 1060 Henryk I, hrabia Arlon, wybudował zamek na wzgórzu Knippchen. W XIII wieku w dzisiejszej osadzie miasta Clairefontaine powstało opactwo cysterek, a we współczesnej dzielnicy Autelbas wzniesiony został kolejny zamek.

### Od XV wieku do rewolucji francuskiej
W 1441 roku Księstwo Luksemburga, od którego Arlon było zależne, zostało częścią Niderlandów Burgundzkich za panowania Filipa Dobrego, hrabiego Burgundii. Po abdykacji Karola V na rzecz swojego syna Filipa II w roku 1555, dla całego regionu rozpoczęły się trudne czasy, czego przyczyną były ciągłe wojny pomiędzy Francją, Hiszpanią i Niderlandami Południowymi. W roku 1588 prawie połowa miasta wraz z zamkiem została zniszczona przez francuską armię Franciszka de Guise. W XVII wieku kapucyni wybudowali na ruinach zamku klasztor, a Francuzi wzmocnili mury obronne. Przypadkowy pożar zniszczył ponownie dużą część miasta w 1785 roku.

### Od XVIII w.
9 czerwca 1793 roku armia rewolucjonistów walczyła z wojskami Austrii w pobliżu Arlon. Francuzi odnieśli zwycięstwo i zajęli miasto. Kapucyni zostali wygnani trzy lata później, a ich klasztor przekształcono w szpital. W roku 1839 Arlon wraz z walońską częścią Luksemburga przyłączono do Belgii.
Arlon było jedną z pierwszych ofiar niemieckiej inwazji w roku 1914 – 121 mieszkańców zostało straconych 26 sierpnia z rozkazu pułkownika Richarda Karla von Tessmara. Ponownie podczas II wojny światowej okolice Arlon były jednymi z pierwszych zaatakowanych.

## Podział administracyjny
W skład miasta wchodzi pięć dzielnic (section):
- Autelbas (Nieder-Elter)
- Bonnert (Bunnert)
- Guirsch (Girsch)
- Heinsch (Heischlingen)
- Toernich (Törnich)

## Gospodarka
W mieście rozwinął się przemysł spożywczy, drzewny oraz papierniczy.

## Turystyka
- Muzeum Archeologiczne (Musée archéologique d'Arlon) z najbogatszymi zbiorami z w Belgii, w którym można obejrzeć liczne rzeźby z czasów rzymskich i przykłady sztuki pogrzebowej Merowingów
- fragmenty galo-romańskich murów obronnych z III wieku
- Muzeum Gaspara (Musée Gaspar), w którym znajdują się zbiory mebli, obrazów, ceramiki, sztuki religijnej
- Stare Miasto z rynkiem i placem Leopolda (La place Léopold)
- kościół pw. św. Donata z XVII wieku (Saint-Donat)
- kościół pw. św. Marcina z 1914 r. (Saint-Martin)
- synagoga i dworzec kolejowy z XIX wieku

## Kultura
- Karnawał w Arlon ma miejsce w połowie wielkiego postu. na jego obchody składa się tradycyjne przekazanie kluczy do miasta księciu karnawału i kolorowa parada różnych grupy folklorystycznych.
- Maitrank (majowy napój) jest najbardziej popularnym w tym mieście napojem. W jego skład wchodzi białe wino, w którym zmacerowany został lokalny kwiat przytulia wonna. Według niektórych przepisów w skład napoju wchodzi także koniak. Święto to jest obchodzone w każdą czwartą niedzielę maja.

## Współpraca
Miejscowości partnerskie:
- Alba, Włochy
- Bitburg, Niemcy
- Diekirch, Luksemburg
- Hayange, Francja
- Market Drayton, Wielka Brytania
- Saint-Dié-des-Vosges, Francja
- Sullana, Peru
- Sulphur, Stany Zjednoczone

## Galeria

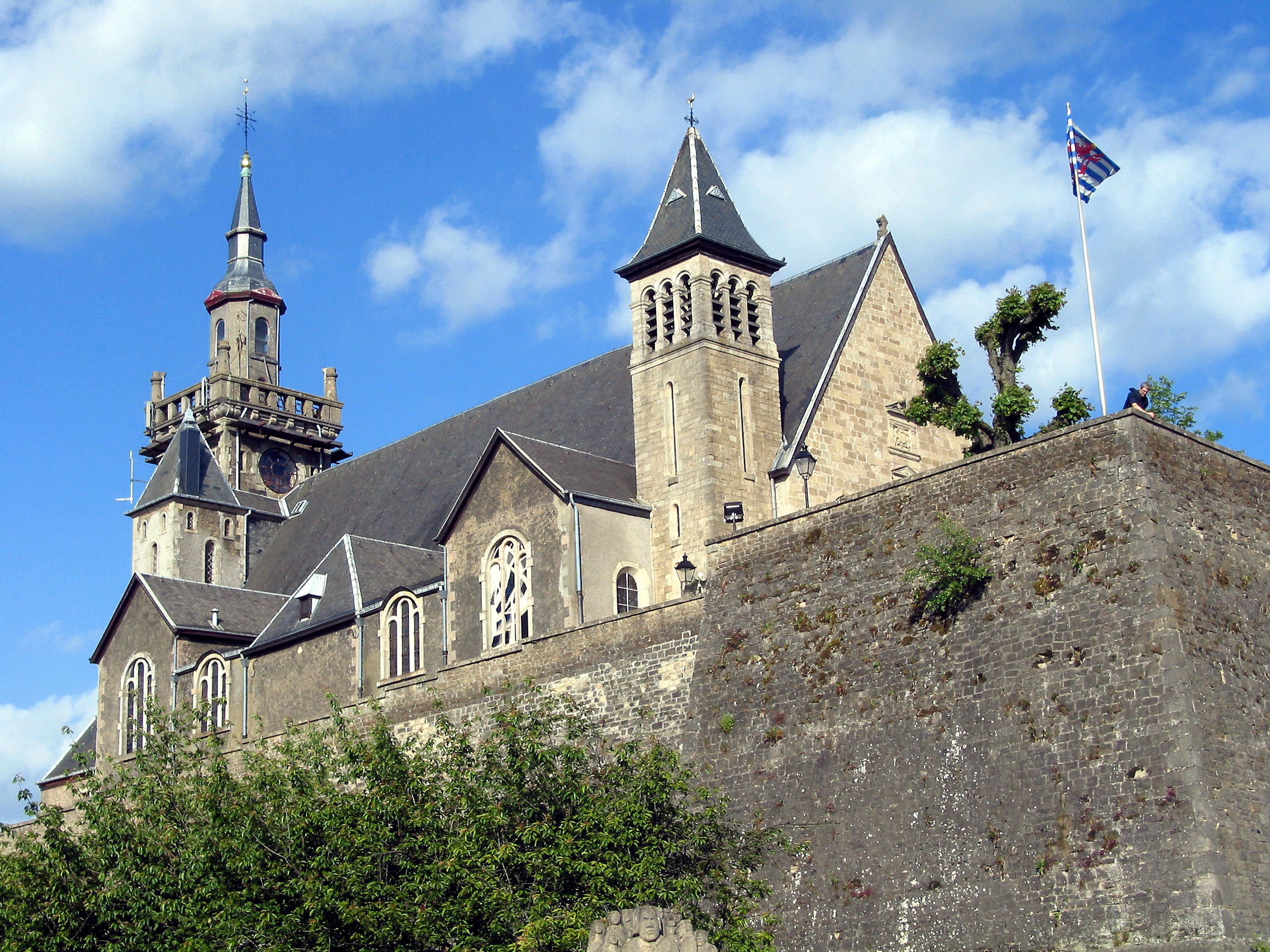
Kościół pw. św. Donata z XVII wieku (Saint-Donat)
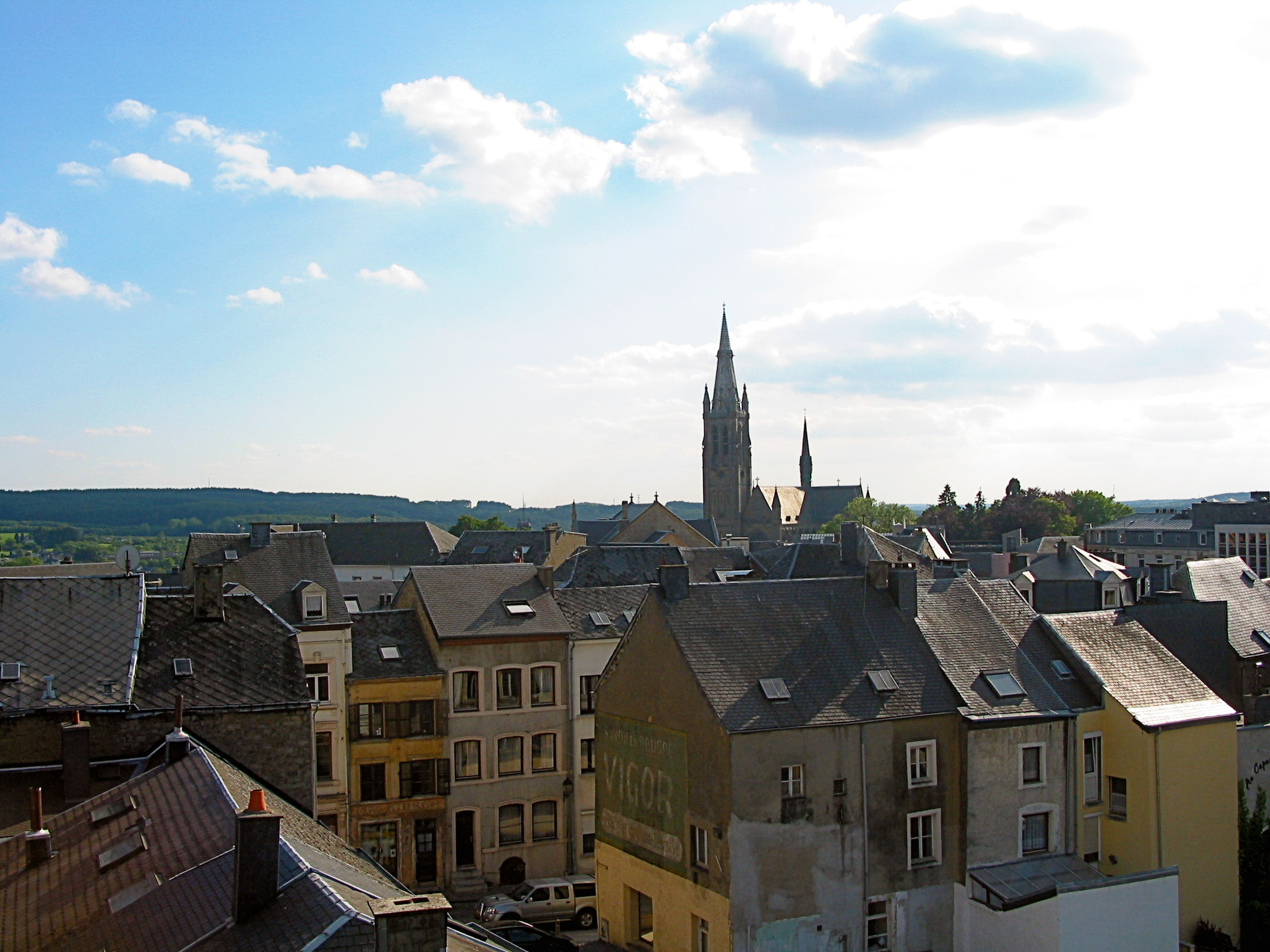
Stare Miasto i wieża kościoła pw. św. Marcina (Saint-Martin)
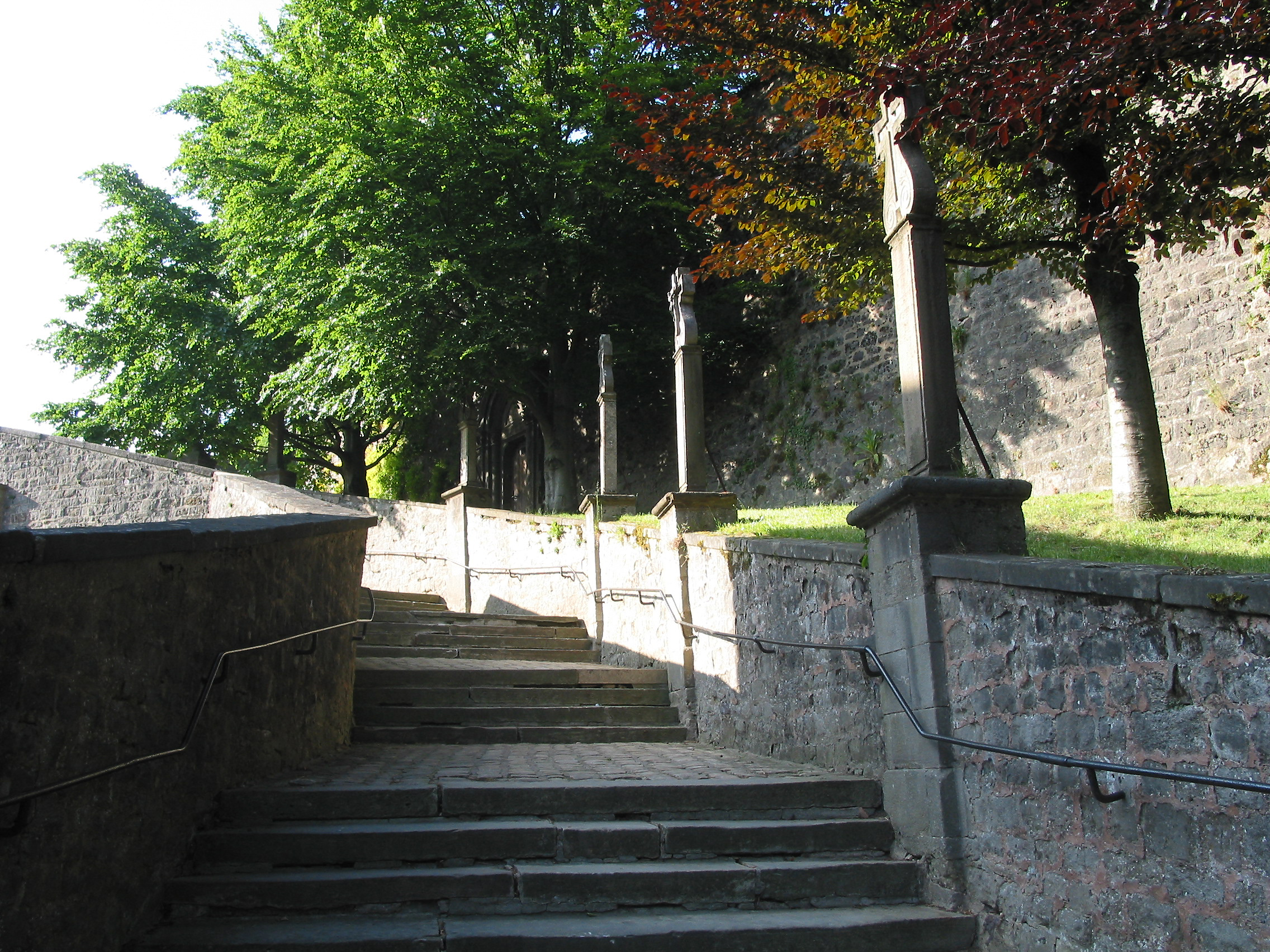
Droga krzyżowa z kamiennymi stacjami
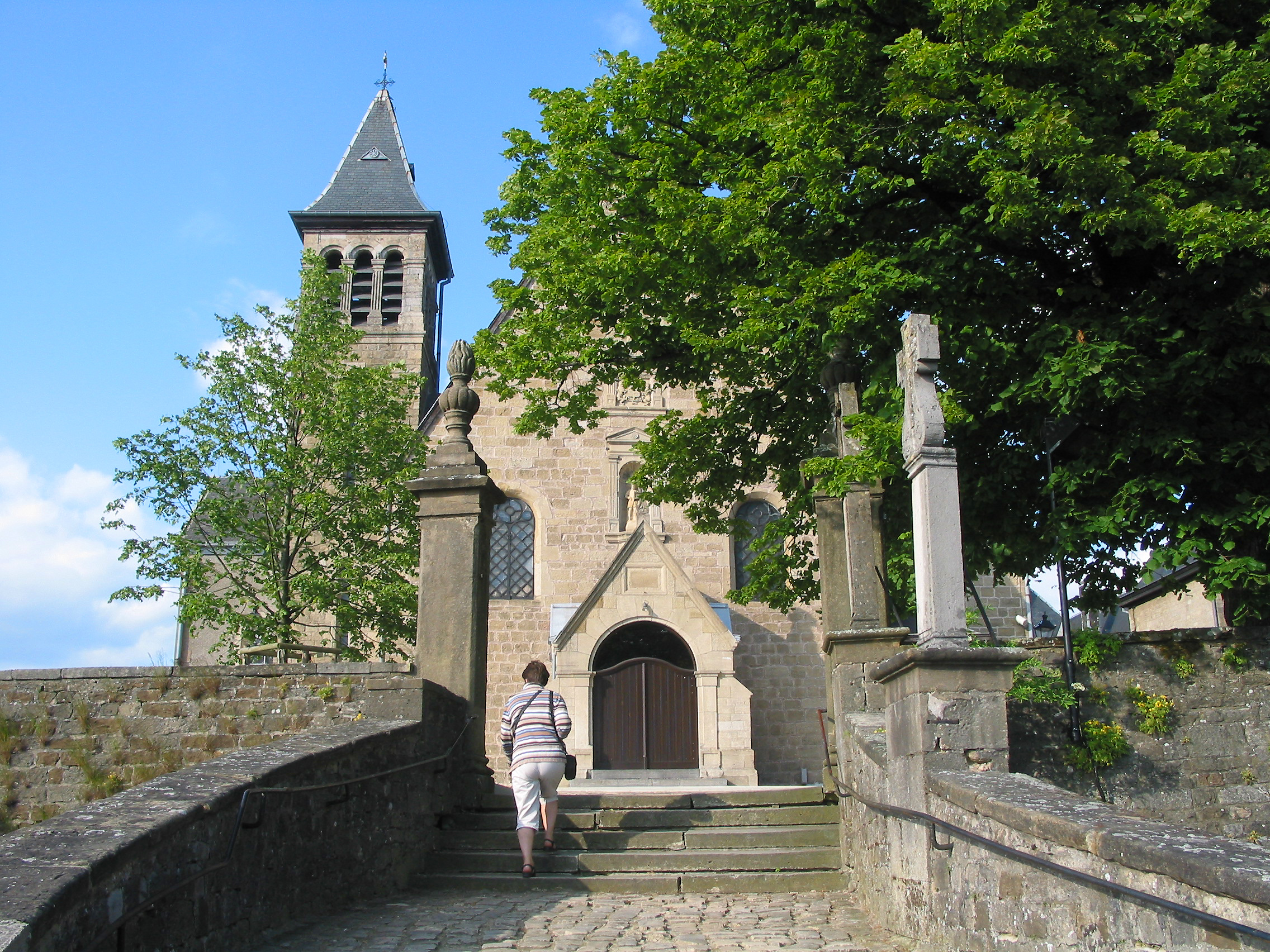
Kościół pw. św. Donata (Saint-Donat)